# Torneo de Marruecos 2014
El Grand Prix SAR La Princesse Lalla Meryem de 2014 es un torneo profesional de tenis jugado en canchas de arcilla. Es la 14 ª edición del torneo que forma parte de los torneos internacionales del 2014 de la WTA. Se llevará a cabo en Marrakech, Marruecos entre el 21 y el 27 de abril de 2014.

## Cabezas de serie

### Individual
| Tenista             | Ranking | Preclasificada |
| Daniela Hantuchova  | 30      | 1              |
| Elina Svitolina     | 36      | 2              |
| Yvonne Meusburger   | 37      | 3              |
| Bojana Jovanovski   | 39      | 4              |
| Garbiñe Muguruza    | 41      | 5              |
| Peng Shuai          | 44      | 6              |
| Zhang Shuai         | 45      | 7              |
| Francesca Schiavone | 47      | 8              |

### Dobles
| Tenista                               | Ranking | Preclasificada |
| Alla Kudryavtseva Anastasia Rodionova | 40      | 1              |
| Darija Jurak Megan Moulton-Levy       | 103     | 2              |
| Shahar Peer Silvia Soler Espinosa     | 116     | 3              |
| Sandra Klemenschits Andreja Klepač    | 121     | 4              |

## Campeonas

### Individuales femeninos
María Teresa Torró Flor venció a  Romina Oprandi por 6-3, 3-6, 6-3

### Dobles femenino
Garbiñe Muguruza /  Romina Oprandi vencieron a  Katarzyna Piter /  Maryna Zanevska por 4-6, 6-2, [11-9]